# B-weg (Nederland)
In het Nederlandse Reglement verkeersregels en verkeerstekens van 1966 werd een B-weg gedefinieerd als:
- een onverharde weg
- een verharde weg waarop alleen verkeer was toegelaten met een maximale breedte van 2,2 m en een maximale wieldruk van 2,4 ton.

In het tweede geval werd de B-weg aangeduid met de borden 37 en 39.
|  |  |

Er bestond ook een bord 38. Dit was gelijk aan bord 37, maar met andere cijfers.
In het RVV 1990 werd de B-weg niet meer opgenomen.